# Лисел-спирт
Ли́сел-спи́рти – елементи от рангоута на платноход, представляващи тънки рангоутни дърва на фок- и грот-реите и на фор- и грот-марс-реите, служещи за поставянето на допълнителните платна – лисели.

## История
Първите споменавания за лисели на долните реи се отнасят към 1625 г., но тогава използването им е много рядко, почти единично явление. Достатъчно широко тяхното използване започва след 1660 г. Започвайки оттогава лисел-спиртите и необходимите за тях бугели започват да се споменават в съответната литература. Първите лисел-спирти се поставят само на долните реи на фок- и гротмачтата, а след 1675 г. започва тяхното използване и по марс-реите.

## Конструкция
На всички съдове освен на нидерландските лисел-спиртите се поставят пред реите. Бугелите за тях направени във вид на железни ленти, огънати на осморка, при това ноковия бугел се разполага на нока на рея, а третния (вътрешния) се поставя на 1/6 от дължината му.
Дължината на лисел-спиртите съставлява от 0,3 до 0,4 дължината на рея. Диаметъра на техния вътрешен край е равен на 1/50 от дължината, а на външния – наполовина. Изстрелите, по които се разтягат долните краища на ундер-лиселите се закрепват на гакове за халки върху руслените. Дължината на изстрелите съставлява от 0,5 до 0,6 дължината на марс-лисел-спиртите.